# Campo de Borja
Pour les articles homonymes, voir Borja et Campo de Borja (DO).
La comarque de Campo de Borja est une région aragonaise dans la Province de Saragosse (Espagne).

## Communes
Agón, Ainzón, Alberite de San Juan, Albeta, Ambel, Bisimbre, Borja, Bulbuente, Bureta, Fréscano, Fuendejalón, Magallón, Maleján, Mallén, Novillas, Pozuelo de Aragón, Tabuenca et Talamantes